# Христофоров, Михаил Николаевич
Михаил Николаевич Христофоров (13 октября 1925 — 15 июля 2003) — передовик советской радиопромышленности, шлифовщик Московского радиотехнического завода Министерства радиопромышленности СССР, Герой Социалистического Труда (1971).

## Биография
Родился в 1925 году в деревне Романово Медынского уезда Калужской губернии в русской крестьянской семье.
Окончив семь классов сельской школы, в начале Великой Отечественной войны пережил временную немецкую оккупацию. В 1942 году, когда территория Калужской области была освобождена, приехал в Москву и стал работать учеником шлифовщика на механическом заводе № 304 (с 1961 года — Кунцевский механический завод, с 1971 года — Московский радиопромышленный завод). 51 год отработал на этом заводе. В годы войны стал бригадиром комсомольской бригады. Работал на шлифовальных станках любой марки, имел своё личное клеймо качества. Постоянно отмечался наградами, грамотами и благодарственными письмами.
Направлялся в длительные командировки в заграничные страны. С 1952 по 1955 годы работал в Китае, а с 1957 по 1959 года в Албании. Лично подготовил 12 квалифицированных работников.
Указом Президиума Верховного Совета СССР от 26 апреля 1971 года за достижение высоких показателей в производстве Михаилу Николаевичу Христофорову присвоено звание Героя Социалистического Труда с вручением ордена Ленина и медали «Серп и Молот».
Работал на предприятии до выхода на заслуженный отдых в 1993 году.
Проживал в городе Москве. Умер 15 июля 2003 года. Похоронен на Кунцевском кладбище.

## Награды
За трудовые и боевые успехи был удостоен:
- золотая звезда «Серп и Молот» (26.04.1971)
- орден Ленина (26.04.1971)
- Медаль "За оборону Москвы"
- Медаль «За доблестный труд в Великой Отечественной войне 1941—1945 гг.»
- другие медали.
- почётный радист